# Валуев, Леонтий Григорьевич
Леонтий Григорьевич Валуев (ум. после 1592) — воевода в правление царя Ивана Грозного и Фёдора Иоанновича. Старший из двух сыновей Григория Андреевича Валуева (ум. 1550). Младший брат — Прокопий Валуев.

## Биография
Его отец погиб во время второго казанского похода в 1550 году.
В 1578 году Г. Л. Валуев участвовал в большом походе русской армии на Ливонию, где был оставлен воеводой в завоеванном городе Левенварден. После ухода русской рати Левенварден был осажден польско-ливонским войском. Однако небольшой русский гарнизон под руководством дворянина Григория Валуева и князя Ивана Елецкого мужественно выдержал осаду.
В 1580-1581 годах служил наместником в крепости Белая. С 1582 по 1584 год — первый воевода в Невле. В 1590 году — второй воевода в Великих Луках, затем первый голова в Невле, где служил и в 1592 году.
Оставил единственного сына — Григория.